# ادوین کرو
ادوین کرو (انگلیسی: Edwin Carewe؛ ۵ مارس ۱۸۸۳–۲۲ ژانویه ۱۹۴۰) یک هنرپیشه، فیلم‌نامه‌نویس، تهیه‌کننده و کارگردان اهل ایالات متحده آمریکا بود.
ادوین کرو درحالی که ۵۷سال سن داشت،درگذشت.
وی کارگردان فیلم‌هایی همچون جوانا بوده‌است.